# Sém
Sém (héber: שֵׁם, görög: Σημ, arab: سام) mint bibliai alak, Noé három fiának egyike volt. Feleségével együtt ő is a bárkában vészelte át az özönvizet. A Biblia tőle származtatja a három nagy népcsoport egyikét, a sémi(ta) (szemita) népeket.
Bár a Korán nem említi, az iszlám hagyomány a próféták közé sorolja.
A Szentírásban leírtak alapján Sém, vagy Szem testvérétől, Kámtól tudomást szerzett, hogy apjuk Noé leitta magát és meztelenül fetreng sátrában. Kám szégyenbe hozta ezáltal apját, hogy elárulta testvéreinek, mire a megbotránkozott Szem és Jáfet takarókat fogtak, arcukat elfordították és gyorsan betakarták apjukat, megóvva őt a további becstelenségtől. Kijózanodását követően Noé megátkozta Kámot, aki látta szégyenletes részegségben, ruha nélkül fetrengeni, de megfeledkezett apja tisztességéről, s helyette elmondta a dolgot a két testvérének. Szemet viszont megáldotta, s Kám utódainak, a kánaáni népeknek alávetettnek kellett lenniük neki és Jáfet utódainak is (Ter 9,20-27).
A Szentírás további könyvei, amelyekben olvasni lehet a zsidók és kánaániak kapcsolatáról, mind ezt az alávetettséget sugallják.

## Sém fiai
Elám, Asszur, Arpachsád, Lud és Arám.

## Források

A népcsoportok Iosephus Flavius alapján. Jáfet leszármazottai pirossal, Sém utódai zölddel, Kám leszármazottai kék színnel